# Pál Gerevich
Pál Gerevich (* 10. srpna 1948 Budapešť, Maďarsko) je bývalý maďarský sportovní šermíř, který se specializoval na šerm šavlí. Pochází z rodiny šermířů, matka Erna Bogenová-Bogáthyová a otec Aladár Gerevich a starý otec Albert Bogen-Bogáthy reprezentovali Maďarsko v šermu. Maďarsko reprezentoval v sedmdesátých a osmdesátých letech. Na olympijských hrách startoval v roce 1972 v soutěži družstev a v roce 1980 v soutěži jednotlivců a družstev. V roce 1977 získal titul mistra světa v soutěži jednotlivců. S maďarským družstvem šavlistů vybojoval na olympijských hrách dvě bronzové (1972, 1980) olympijské medaile. V roce 1973, 1978, 1981 a 1982 vybojoval s družstvem titul mistra světa.